# Bastion

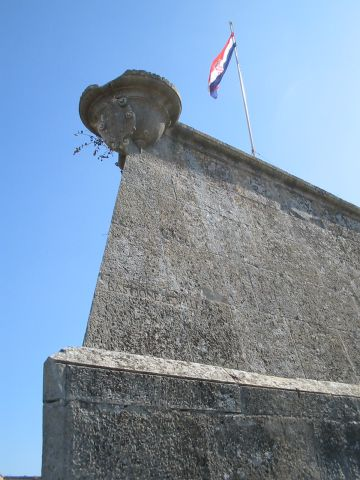
Saillant einer Bastion der Zitadelle von Pula

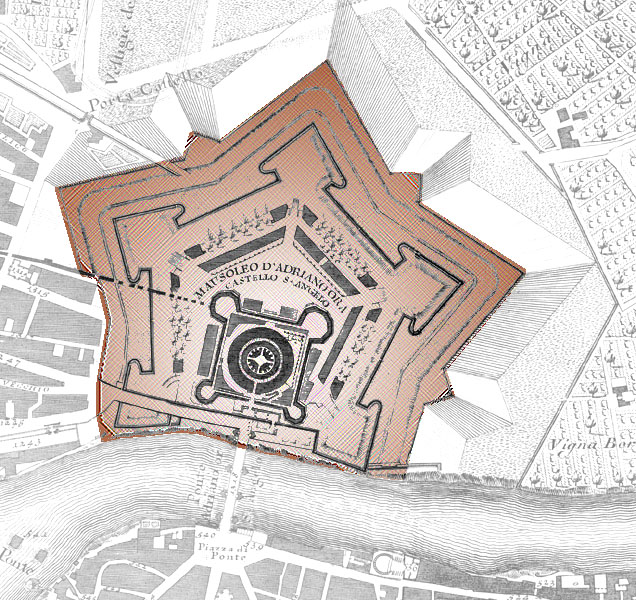
Altitalienische Manier: von Antonio da Sangallo il Vecchio (1444–1534) ab 1492 zur Zitadelle von Rom umgebaute Engelsburg, fünf Bastionen mit Orillons

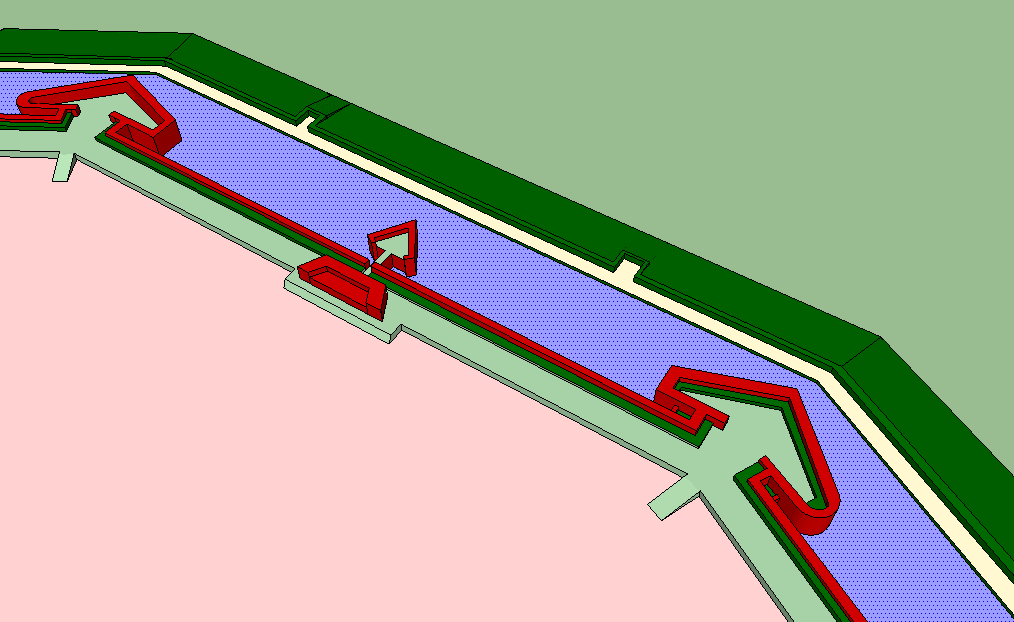
Idealtypisches Beispiel der altitalienischen Manier (um 1500): hohe gemauerte Bastionen mit Orillons, dazwischen eine sehr lange Kurtine, die nur durch eine kleine Zwischenbastion (als Vorläufer des Ravelins) gedeckt wird. Hinter dieser ist für die Aufstellung zusätzlicher Geschütze ein „Kavalier“ aufgeworfen.

Eine Bastion oder Bollwerk, oberdeutsch auch Bastei genannt, ist der Teil, der aus dem gerade geführten Wall (Kurtine) pfeilförmig vortritt und besteht aus Flanke und Face. Eine Bastion hat, gleich den Türmen einer Wehrmauer, die Aufgabe, den Raum unmittelbar vor dem Wall, den die Verteidiger von der Brustwehr aus nicht unmittelbar einsehen können, seitlich bestreichen (d. h. erreichen) zu können. Darüber hinaus werden Bastionen miteinander kombiniert, um von hier das Vorfeld ins Kreuzfeuer nehmen zu können.

## Definitionen
Das Wort Bastion ist vom italienischen bastione abgeleitet, der Stab, Posten oder übertragen Pfeiler bedeutet, wobei zwischen den vorspringenden Pfeilern (Risalto oder Bastione) der schützende Hauptwall wie ein Vorhang (cortina →Kurtine) aufgespannt ist. Von anderen flankierenden Befestigungswerken, etwa viereckigen Türmen oder kreisförmigen oder halbrunden Rondellen, unterscheidet sich eine Bastion dadurch, dass sie auf der Feindseite zwei Vorderseiten („Facen“) besitzt, die sich spitz im sogenannten Bastionswinkel (frz. saillant) treffen, und auf beiden Seiten je eine Flanke oder Streiche, die das Bollwerk mit der Kurtine verbindet. Eine Bastion besitzt demnach in etwa den Grundriss eines Pentagons. In der Umgangssprache werden häufig auch anders gestaltete Bollwerke als „Bastion“ bezeichnet.
Als halbe Bastion bezeichnet man ein Bollwerk, das nur eine Face und nur einen Schulterpunkt besitzt. Der Übergang von den Facen zu den Flanken wird Schulterpunkt genannt. Ein Hornwerk setzt sich immer aus zwei halben Bastionen zusammen.
Aus einer Bastion konnte man nach außen mit den Facengeschützen das Vorfeld mit Feuer bestreichen und die feindliche Artillerie auf Distanz halten, während die Flankengeschütze zunächst primär der Grabenverteidigung dienten, weshalb die Flanken stets auf die Bastionsspitze der jeweils nächsten Bastion ausgerichtet sind. Die Bastionsflanken können gerade oder konkav eingezogen sein; sie können allerdings auch zurückgezogen und mit mehreren kasemattierten Feueretagen versehen sein, die durch den äußeren (feindwärtigen) Teil der Flanke gedeckt werden. Der Schulterpunkt kann eckig oder abgerundet gestaltet sein; er kann aber auch die Flanke überragen, um dadurch die Geschütze in der Flanke besser gegen direkten feindlichen Beschuss abzudecken. Aus der Flanke hervorragende, die Face (wörtlich „Gesicht“) dadurch zugleich verbreiternde Schutzwälle werden Bastionsohr (frz. Orillon) genannt.
Die ganze Innenfläche einer Bastion kann auf die Höhe des Festigungswalles angehoben sein, in diesem Fall spricht man von einer gefüllten Bastion, in die manchmal zusätzlich noch Kavaliere gestellt wurden. Wenn der Festungswall um das Innere der Bastion herum verläuft, diese also einen Hohlraum in der Mitte des Festungswerkes bildet, dann wird das Werk hohle Bastion genannt. Im späteren französischen Festungsbau des 18. Jahrhunderts kann eine Bastion vollständig vom Hauptwall gelöst werden und ohne direkte Verbindung zu diesem im Festungsgraben stehen. In diesem Fall spricht man von einer detachierten Bastion.

## Entstehungsgeschichte

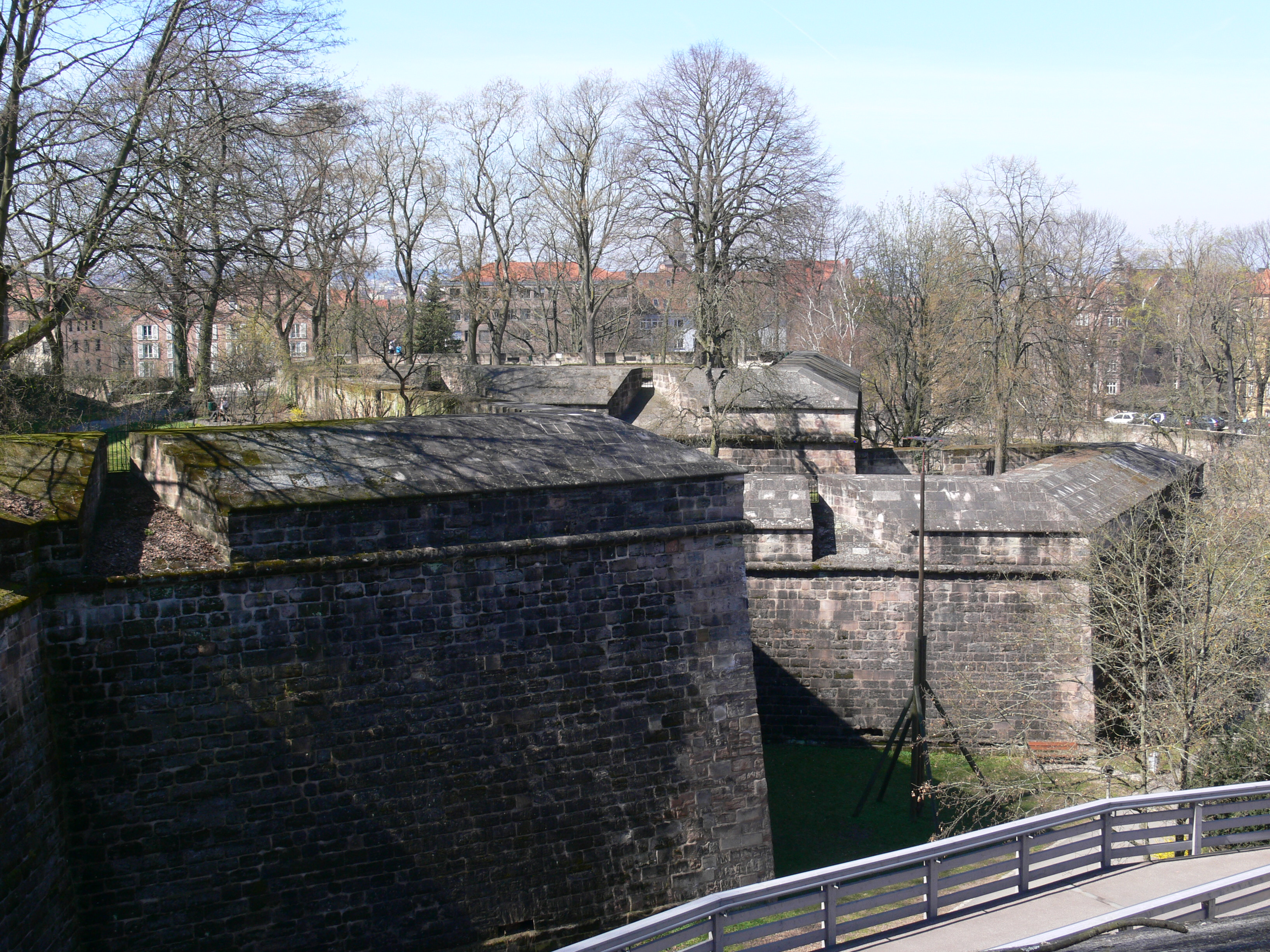
Sehr hohe gemauerte Bastion hinter der Burg von Nürnberg, erbaut 1538–1545 von Antonio Fazuni: ohne Orillons, aber mit einziehenden (rückweichenden) Flanken, die von Tenaillen gedeckt bzw. verstärkt wurden

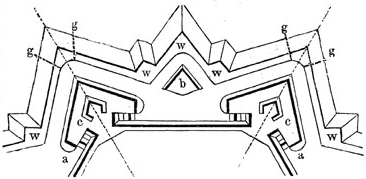
Idealtypisches Beispiel der neuitalienischen Manier, 2. Hälfte des 16. Jahrhunderts: Der pfeilspitzenförmige Grundriss ergibt sich aus den Schussbahnen der in den zurückgezogen Flanken der Bastionen postierten Kanonen. Diese werden durch das Orillon (a) gedeckt. Die Kurtine wird durch ein Ravelin geschützt (b). Das Frontalfeuer wird durch Geschütze verstärkt, die auf dem Kavalier (c) auf den Bastionen stehen.

Die Einführung der Feuerwaffen zwang zur Vergrößerung der Türme, damit diese die Geschütze aufnehmen und tragen konnten. Diese wandelten sich deshalb bald zu massiven Rundellen (Rondellen) und Basteien, welche nun alleine schon durch ihre Größe sehr viel weiter vor die Linie des Walles hervorsprangen als die alten Türme. Dadurch richtete sich der Angriff zwangsläufig stärker auf das Bollwerk, in dem sich zunehmend die Verteidigung konzentrierte, und daher im Gegensatz zu früheren Belagerungen stärker auf die Basteien als auf den dazwischen liegenden Wall. Bei der Konzentrierung der Artillerie in den Geschütztürmen und Rondellen machte sich bei Belagerungen nun der unvermeidliche tote Winkel an diesen Bollwerken negativ bemerkbar, denn dies war jetzt der bevorzugte Punkt, wo die Angreifer ihre Sturmleitern ansetzten. Daher versuchte man diese unbestrichenen Räume zu vermeiden, indem man die vordere Seite der Bastei keilförmig gestaltete, so dass diese von der Kurtine aus und von den an den Flanken der benachbarten Bastionen postierten Geschützen bestrichen werden konnte.

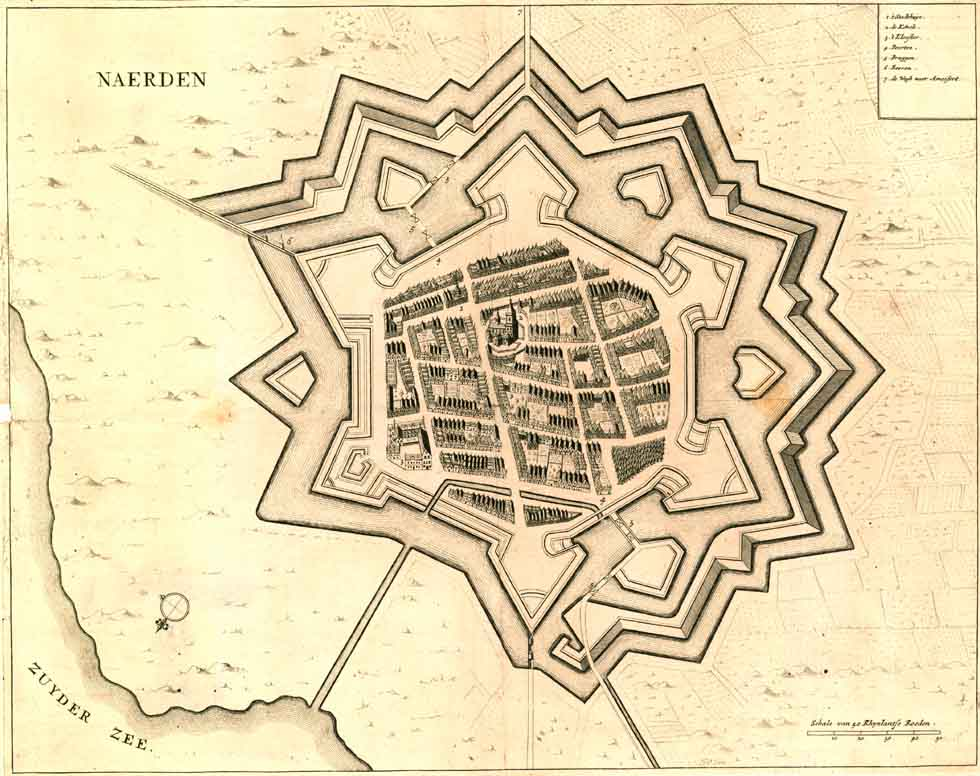
Die kleine Festung Naarden in der niederländischen Provinz Nord-Holland ist ein typisches Beispiel für die neu-niederländische Manier: abgeknickte Kurtine, deutlich getrennter Hoch- und Niederwall, Bastionen mit gekrümmten, meist doppelten Flanken und hohen gemauerten Schultertürmen, die praktisch die Funktion der Orillons übernehmen.

Es ist – trotz einer umfangreichen Literatur zu diesem Thema – bis heute umstritten, von wem oder wo die Bastionen „erfunden“ wurden. Dies ist auch umso schwieriger, als es darüber keine schriftliche Überlieferung gibt und im Mittelmeerraum bereits vor der Erfindung der Geschütze gelegentlich pentagonale Werke errichtet worden sind. Daher bleibt bei frühen Berichten über Belagerungen, in denen von bastionsförmigen Bollwerken erzählt wird, immer die Ungewissheit, ob es sich dabei um schon bewusst so angelegte Bastionen handelte oder nur um so aussehende (ältere) Werke. Die ersten Werke, die man zu Recht als Bastionen bezeichnen kann, entstanden etwa in der Mitte des 15. Jahrhunderts in Italien, auch wenn diese noch deutlich die Spuren ihrer Herkunft von den Türmen der alten Stadtmauern zeigen. Sie schlossen eng an die Hauptwälle an. Die ausspringenden Winkel der Bollwerke waren noch sehr stumpf und die Facen sehr kurz, die Brustwehr war mit Mauerwerk bis obenhin verkleidet. Moderne Darstellungen rechnen mit einer rund hundertjährigen Übergangszeit zwischen dem mittelalterlichen und dem bastionären Festungsbau.
Erste Bastionen nach der klassischen Definition entstanden in Italien gegen Ende des 15. Jahrhunderts nach Plänen von Giuliano da Sangallo und Michele Sanmicheli. Im Jahre 1527 entstand in Verona ein Wall mit zwei Bastionen. Wenig später fand auch in Mitteleuropa die Bastionärbefestigung ihren Eingang. So wurde um 1530 an der Wiener Hofburg eine Bastion errichtet, 1538 wurde unter der Leitung von Antonio Fazuni mit der Bastionierung der Nürnberger Stadtmauer begonnen. Bis etwa 1550 bildete sich schließlich in Italien die sogenannte altitalienische Festungsmanier heraus, die durch stumpfe Bastionen gekennzeichnet ist und durch sehr lange Kurtinen (250–350 Meter), vor deren Mitte zunehmend kleine Mittelbastionen gestellt wurden. Zu dieser Zeit erschienen erstmals auch theoretische Schriften zu diesem Thema, was rasch zu einer ersten Blüte der Festungsbaukunst führte. Auf dieser Grundlage bildete sich bis etwa 1600–1620 die sogenannte neuitalienische Manier heraus.
Die Loslösung von der italienischen Manier begann bereits mit dem deutschen Festungsbaumeister Daniel Speckle, der die Größe der Ravelins und der Bastionen verdoppelte und sowohl auf Bastionen als auch auf Kurtinen Kavaliere errichtete, um durch verstärktes Abwehrfeuer die Artillerie der Belagerer besser abwehren zu können. Im 16. Jahrhundert bildete sich während des Freiheitskampfes der Niederlande gegen Spanien die sogenannte niederländische Manier heraus, die unter anderem durch eine reine Erdbauweise mit nicht-kasemattierten Bastionen gekennzeichnet ist. Stattdessen setzte man hier auf breite Wassergräben und einen vorgeschobenen niedrigeren Schutzwall (Fausse-Braie) zur besseren Verteidigung des Grabens. Darüber hinaus vertrauten die Niederländer auf zahlreiche Außenwerke vor dem Hauptgraben, wie Halbmonde, Horn- und Kronwerke. Die erste ausschließlich mit Erdwerken und Wassergräben befestigte Stadt war Breda (1533).

## Das Bastionärsystem

Bastionen nach (alt-)niederländischer Manier: gefüllte Bastion (1), hohle Bastion (2), Aufgang bzw. Wallrampe (3), Niederwall oder Fausse-Braie (4), Flanke (5), Kehle (6), Face (7), Saillant (8), Kurtine (9), Festungsterrain (10)

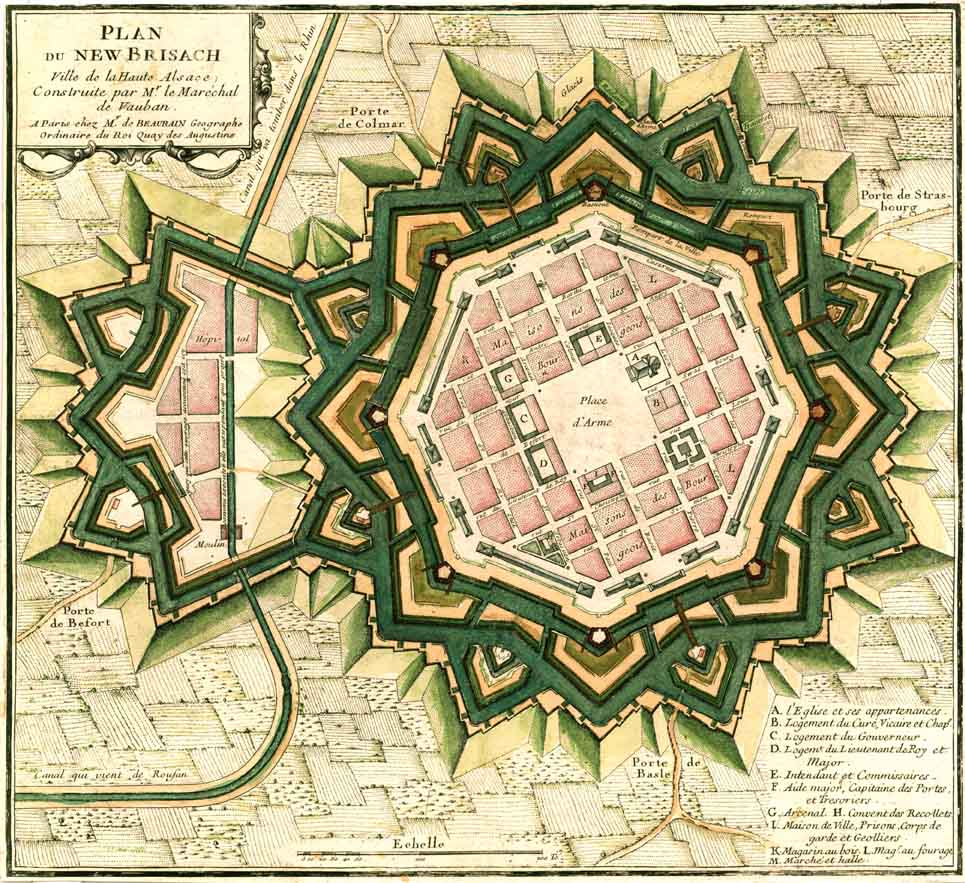
Die von Marschall Sébastien Le Prestre de Vauban (1633–1707) neu angelegte Festung
Neuf-Brisach als Beispiel für den französischen Festungsbau des späten 17. Jahrhunderts (nach dessen 3. Manier, die vor allem durch breite Tenaillen, Reduits in den Ravelins und detachierte Bastionen gekennzeichnet ist). Mit dem Hauptwall verbunden blieben nur noch die bastionierten Türme, die auch als Reduits für die detachierten Bastionen dienten. Der Zugang zu den Ravelins wird durch Grabenkoffer gedeckt. Die Vorstadt am Kanal (links) wird durch ein großes Kronwerk geschützt.

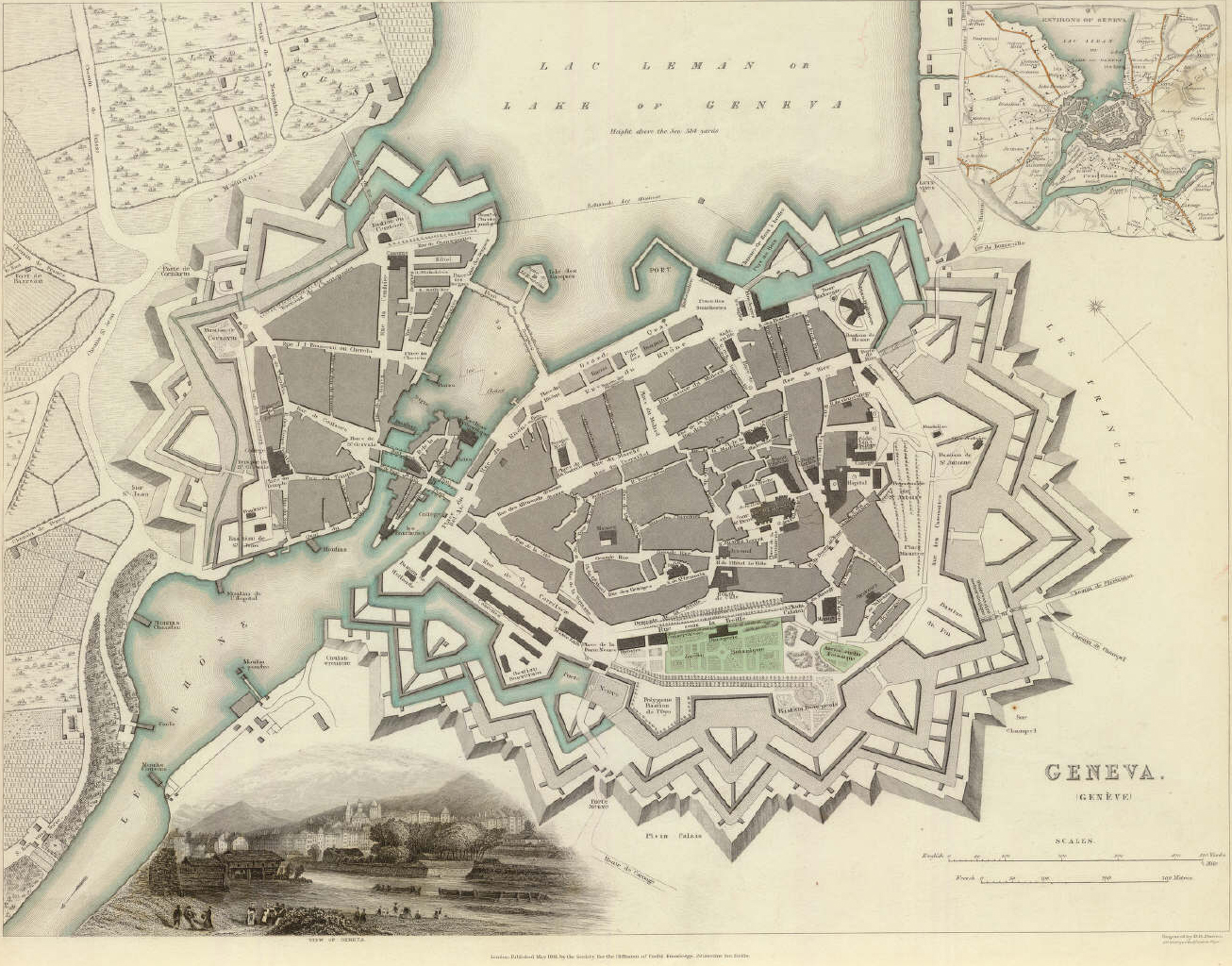
Die noch vollständig nach dem (französischen) Bastionärsystem befestigte Stadt Genf im Jahr 1841. Die Stadtumwallung setzt sich nur aus Bastionen und Ravelins zusammen, die durch breite Vorwälle (frz. contre-garde) gedeckt werden. Die gesamte Befestigung wird von einem gedeckten Weg und der Glacis umschlossen.

Unter Bastionärsystem ist ein fortifikatorisches Grundprinzip zu verstehen, das auf der optimalen Bestreichung der Festungswerke und des Vorfeldes durch die systematische Anordnung von Bastionen beruht. Es wurde erstmals in Italien mit der sogenannten altitalienischen Manier des 16. Jahrhunderts verwirklicht und prägte anschließend den Festungsbau bis in das 19. Jahrhundert. Handelte es sich bei den ersten bastionierten Festungen meist um reine Mauerwerksbauten, so setzte sich im 16. Jahrhundert zunehmend eine Gemischtbauweise durch, bei der ein Erdkörper durch die Eskarpenmauer abgestützt wurde. Hinter dieser konnten sich gemauerte Galerien oder Kasematten befinden.
Neben den Bastionen wiesen auch die Außenwerke einer im Bastionärsystem errichteten Festung einen pentagonalen Grundriss auf, der sich nach den Schusslinien der Verteidigungsgeschütze richtete und somit eine effektive, gegenseitige Flankierung ermöglichte. Um die für die völlige Vermeidung toter Winkel notwendige, geometrisch perfekte Anordnung der Werke zu erreichen, waren bastionierte Festungen im Idealfall als regelmäßige Vielecke konzipiert.
Die Entwicklung der auf dem Bastionärsystem beruhenden Festungsmanieren war von einer stetigen Vergrößerung der Bastionen, der Verringerung der Kurtinenlänge, der Vermehrung von Außenwerken und der allmählichen Versenkung des Mauerwerks unter den Bauhorizont gekennzeichnet. Die wachsende Reichweite der Geschütze zog eine immer größere Tiefenstaffelung der Festungswerke und die zunehmende Konzentrierung der Verteidigung auf das Vorfeld nach sich.
Als Mitte des 17. Jahrhunderts Holland (Generalstaaten) durch die Kriege gegen England und Frankreich erneut unter Druck geriet, musste das alte niederländische Befestigungssystem weiterentwickelt werden. Eine der ersten Festungen, die in der neuen Manier erbaut wurden, war die kleine Festung Naarden (ab 1674). Unter den zahlreichen holländischen Festungsbaumeistern ist Menno van Coehoorn (1641–1704) hervorzuheben, dessen Verteidigungssystem sogar als noch besser gilt als das des französischen Marschalls Louis de Cormontaigne (1695–1752). Sein Befestigungssystem baut vor allem auf eine Kombination von nassen und trockenen Gräben, gute „Kommunikation“ zwischen den einzelnen Werken sowie die Möglichkeit der abschnittsweisen Verteidigung durch starke Reduits in den Ravelins und Bastionen. Die Facen der Bastionen können durch die von Daniel Speckle übernommenen Einschnitte in den Kurtinen, den kasemattierten Orillontürmen und den doppelten (manchmal sogar dreifachen) gekrümmten Flanken verstärkt bestrichen werden.
Seine Hochphase erreichte das Bastionärsystem während der zweiten Hälfte des 17. Jahrhunderts durch die von Marschall Vauban erbauten Festungen. Vaubans militärischer Ruhm beruht ausschließlich auf seinen erfolgreichen Belagerungen, die er mit seinen eigentlichen Erfindungen, dem Rikoschettfeuer und der Anlage von Parallelen bei Belagerungen, erzielte, obwohl er in der Öffentlichkeit vor allem als Erbauer von Festungen bekannt ist. Die von Vauban eingeführten Befestigungsmanieren wurden in Frankreich während des 18. Jahrhunderts weiterentwickelt, vor allem von Marschall de Cormontaigne (1695–1752), Vaubans Nachfolger, und der 1750 gegründeten (Ingenieur-)Schule von Mezières, die sich vor allem durch die Einführung von Reduits in den Befestigungswerken einsetzte. Noch in der ersten Hälfte des 19. Jahrhunderts errichtete man in Frankreich zahlreiche neue Festungen nach dem Bastionärsystem, etwa in Belfort, Grenoble, Lyon, Metz und Paris mit 16 Forts. Erst als sich während des deutsch-französischen Krieges 1870/71 zeigte, dass die Widerstandskraft dieser Festungen gegenüber den neuartigen Geschützen mit gezogenem Lauf zu gering war, gab man auch in Frankreich das Bastionärsystem auf.
In Mitteleuropa wurde bereits während des 18. Jahrhunderts die Kritik am Bastionärsystem immer stärker, so dass hier zunächst eine Reihe von Festungen nach dem Tenaillensystem mit sternförmiger Grundrissausbildung erbaut wurden, trotzdem wurden auch hier die Bastionärbefestigungen erst im Verlauf des 19. Jahrhunderts endgültig durch das Polygonalsystem verdrängt. Die preußische Festung Koblenz war eine der ersten Festungen, die vollständig in dieser neuen Art erbaut wurde.

## Übertragung des Begriffs Bastion
Die Bezeichnungen Bastion wurde im allgemeinen Sprachgebrauch des 18./19. Jahrhunderts zunehmend auf alle flankierenden Mauervorsprünge von Befestigungsanlagen jeder Art übertragen, auch wenn sie äußerlich gar keine Ähnlichkeit mit einer solchen besitzen, wie etwa die (sogenannte) Bastion der Athener Akropolis, die rechtwinklig aus der eigentlichen Befestigungsmauer hervorragt, um das Haupttor zu schützen, und die den Niketempel trägt.
Befestigungen zum Festmachen von Flussschiffen in Flussmitte im Oberwasser und Unterwasser von Schleusen, Kraftwerken werden ebenfalls als Bastion bezeichnet.